# Miloš Jojić
Miloš Jojić (en serbio Милош Јојић; 19 de marzo de 1992) es un futbolista serbio que juega de centrocampista en el C. D. Castellón de la Segunda División de España. Fue internacional con la selección de fútbol de Serbia.

## Trayectoria

### Inicios
El 24 de enero de 2012 firmó su primer contrato profesional con el Partizan, quedando ligado a club por dos años.  No obstante, Jojić se marchó cedido al F. K. Teleoptik hasta el final de la temporada 2011-2012. Durante su estancia en el Teleoptik 
logró 14 goles en 60 partidos.

### Partizán
Debutó con el Partizán en septiembre de 2012 en un partido contra el Hajduk Kula en el Estadio Partizan, que acabó con un 5-2 a favor de los locales. Jugó también en esa misma temporada en partidos de Europa League que enfrentaron al Partizán con el Rubin Kazan y el Nefcti Baku, quedando ambos partidos en empate. El momento más memorable en su estancia en el club es, probablemente, el gol de falta que logró marcar ante el Estrella Roja de Belgrado el 18 de mayo de 2013 frente a 30 000 espectadores en el Estadio Partizán que dio al Partizán el título de campeón de liga.

### Borussia Dortmund
Firmó con el Borussia Dortmund el 31 de enero de 2014 con un contrato que lo ligaba al club alemán hasta el 30 de junio de 2018. En su debut con el equipo alemán, dado el 15 de febrero de 2014, marcó un gol a los 18 segundos de haber entrado al campo de juego.
En la temporada 2015-2016 inició su nueva aventura con el FC Köln

## Selección nacional
Jugó con la selección serbia sub-19 en el Eurocopa sub-19 de 2011, donde consiguió marcar frente a la selección turca.
El 11 de octubre de 2013 hizo su debut con la selección absoluta de Serbia en un partido amistoso contra Japón. En este partido logró anotar su primer gol con la selección serbia.

## Clubes
| Club                      | País     | Año       |
| ------------------------- | -------- | --------- |
| F. K. Teleoptik           | Serbia   | 2010-2012 |
| Partizán de Belgrado      | Serbia   | 2012-2014 |
| Borussia Dortmund         | Alemania | 2014-2015 |
| F. C. Colonia             | Alemania | 2015-2018 |
| Estambul Başakşehir F. K. | Turquía  | 2018-2020 |
| Wolfsberger AC (cedido)   | Austria  | 2020      |
| Partizán de Belgrado      | Serbia   | 2020-2022 |
| Riga F. C.                | Letonia  | 2023-2024 |
| C. D. Castellón           | España   | 2025-act. |

## Palmarés

### Títulos nacionales
| Título                | Club                 | País     | Año  |
| --------------------- | -------------------- | -------- | ---- |
| Superliga de Serbia   | Partizán de Belgrado | Serbia   | 2013 |
| Supercopa de Alemania | Borussia Dortmund    | Alemania | 2014 |